# Bactrocera curvipennis
Bactrocera curvipennis är en tvåvingeart som först beskrevs av Walter Wilson Froggatt 1909.  Bactrocera curvipennis ingår i släktet Bactrocera och familjen borrflugor. Inga underarter finns listade.